# Kimberly Smith
Pas d'image ? Cliquez ici

a Compétitions nationales et continentales officielles uniquement.

b Matchs officiels uniquement.
Dernière mise à jour le 25 avril 2025.
Kimberly Smith, née le 21 août 1985 à Oamaru, est une joueuse néo-zélandaise de rugby à XV et de volley-ball. Au rugby, elle occupe le poste de deuxième ligne, et représente l'équipe de Nouvelle-Zélande entre 2005 et 2009. Au volley, Elle représente également l'équipe de Nouvelle-Zélande.

## Biographie
Kimberly Smith fait ses débuts internationaux avec l'équipe de Nouvelle-Zélande de rugby à XV en 2005. Elle remporte la Coupe du monde 2006 avec son pays.
Également joueuse accomplie de volley, elle est nommée capitaine de l'équipe de Nouvelle-Zélande en 2019

## Palmarès
- 12 sélections en équipe de Nouvelle-Zélande.
- Championne du monde en 2006.